# Laurent Delorge
Laurent Delorge, né le 21 juillet 1979 à Louvain, est un joueur de football belge qui évolue comme milieu de terrain offensif.

## Biographie

### Le scandale
En 2005, au même titre que Marius Mitu, il fut licencié de son club d'Anderlecht à cause de l'affaire des matches truqués qui avaient ébranlé son ancien club, le Lierse SK.

### Le renouveau
Après plusieurs saisons en Belgique et aux Pays-Bas, Delorge s'engage avec l'Ajax Amsterdam en mai 2007.
Souvent blessé, Delorge ne parvient pas à jouer très souvent pour le club d'Amsterdam et son entraîneur Marco van Basten lui annonce en août 2008 qu'il sera rétrogradé en équipe réserve.
Le 6 janvier 2009, Delorge signe un contrat expirant en juin 2009 pour le club néerlandais de Roda JC, dont la direction technique est assuré par Martin van Geel, qui l'avait recruté lorsqu'il faisait partie de la direction de l'Ajax.